# Homo habilis
Homo habilis (del latín homo, 'hombre', y habilis, 'hábil') es una especie de humano arcaico del Pleistoceno inferior. Vivió en el sur y este de África hace unos 2,3 a 1,65 millones de años. Tras la descripción de la especie en 1964, el Homo habilis fue muy controvertido y muchos investigadores recomendaron que fuera sinonimizado con el único homínido conocido en ese momento. Sin embargo, la especie Homo habilis recibió más reconocimiento a medida que transcurrió el tiempo y se hicieron nuevos hallazgos. En la década de 1980 se propuso que Homo habilis, fue un ancestro humano que evolucionó directamente hacia Homo erectus, en la línea directa de los humanos modernos. Este punto de vista es ahora objeto de debate. Varios especímenes de especies no identificadas fueron asignados a Homo habilis, lo que generó argumentos para su división en «Homo rudolfensis» y «Homo gautengensis», de los cuales solo el primero recibió un amplio apoyo.[cita requerida]
La denominación habilis fue sugerida por Raymond Dart, por su asociación a conceptos como hábil, vigoroso y mentalmente capacitado, y hace referencia al hallazgo de instrumentos líticos probablemente confeccionados por este. Se han realizado estudios detallados de los restos óseos de sus manos para verificar si realmente sería posible que este Homo los hubiera realizado. Los científicos concluyeron que era capaz de hacer presión de agarre para realizar las manipulaciones necesarias en la fabricación de herramientas de piedra; probablemente era carnívoro oportunista, es decir, carroñero. 
Se aprecia en ellos un importante incremento en el tamaño cerebral con respecto a Australopithecus, que se ha calculado entre 510 cm³ y 600 cm³ (de KNM-ER 1813) y 800 cm³ (de OH 24).
La mayor parte de los restos ha sido hallada en Kenia, en la localidad de Koobi Fora y en Tanzania, en la conocida Garganta de Olduvai.
Algunos autores ponen en duda su pertenencia a Homo, conforme a una interpretación restrictiva de la diagnosis del género, y lo asignan o bien a Australopithecus o bien proponen que se defina un nuevo género para esta especie en el que se incluya también a Homo rudolfensis.

## Características físicas
Esta especie fue uno de los primeros miembros del género Homo, tiene el encéfalo ligeramente más grande y la cara y los dientes más pequeños que los Australopithecus o las especies de homínidos más antiguas. Sin embargo, conserva algunos rasgos simiescos, como brazos largos y cara moderadamente prognata. Por ello, las principales características son las siguientes:
- Cráneo más redondeado.
- Incisivos espadiformes.
- Molares grandes y con esmalte grueso.
- Ausencia de diastema (separación entre los premolares y los caninos).
- Foramen magnum (hueco occipital) ubicado más hacia el centro.
- Rostro menos prognato que los australopitecinos (cara corta).
- Incisivos más grandes que los australopitecinos.
- Dedos curvos de pies y manos (lo que indicaba que aún utilizaban los árboles).
- La posición bípeda en las hembras provoca una reducción de la pelvis que tiene como consecuencia un adelanto de los partos (lo cual implica prematuración del neonato, un mayor tiempo dedicado a la crianza y así la necesidad de mantener vínculos sociales fuertes que potencialmente colaboran al desarrollo de una cultura).
- Mayor capacidad craneal: 500 a ~800 cm³ [12]

### Diferencias con los australopitecinos

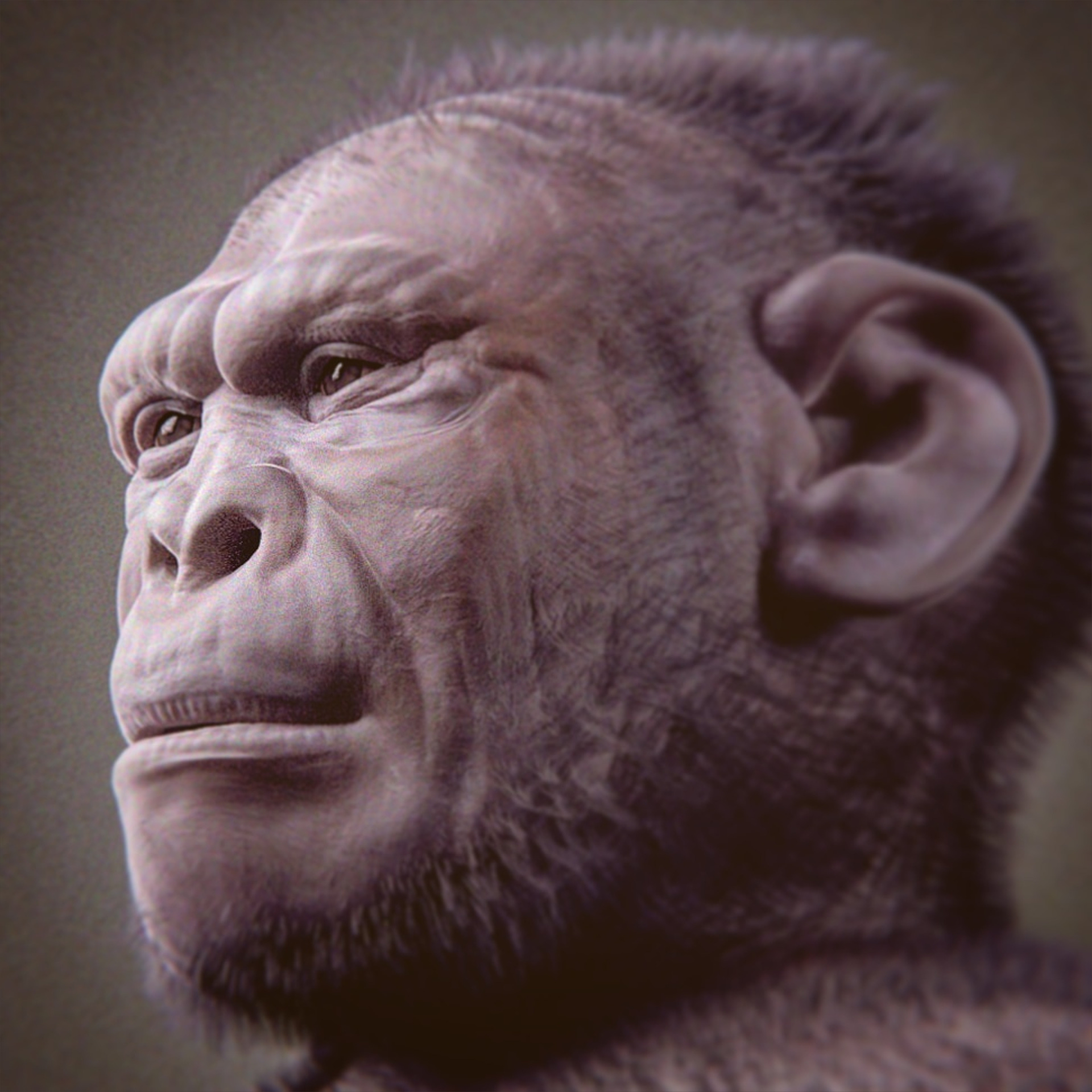
Homo habilis, reconstrucción facial forense por Cícero Moraes.

Analizando algunos de los restos óseos recuperados se puede reconocer que se trata de una especie con un aspecto mucho más humano que el encontrado en los australopitecinos. La cabeza del fémur es más grande, corta y redondeada. También la pelvis tiene un aspecto más moderno.
Su altura era similar a la de Australopithecus africanus, de unos 1,3 m y un peso promedio de 52 kg para los machos y 32 kg para las hembras.

### Homo habilisyHomo erectus
Hallazgos realizados en el noreste africano (zona del lago Turkana) por Louise y Meave Leakey (hijas de Louis y Mary Leakey) publicados en el 2007 aproximan la existencia del Homo habilis a fechas más recientes: hasta por lo menos 1 440 000 años antes del presente, tal datado implica que al menos por unos 500 000 años coexistieron en los mismos territorios Homo habilis y Homo erectus, las investigadoras opinan que inicialmente no debieron haber existido mayores conflictos entre las dos especies, sin embargo, el crecimiento de la población de Homo erectus habría terminado con una lucha por los recursos de la cual habría salido triunfante Homo erectus. Ese mismo hallazgo pone en duda —por otra parte— una filiación directa  entre ambas especies. Aunque hay autores como Erik Trinkaus que opinan que la convivencia no descarta que Homo habilis fuera ancestro directo de H. erectus.

## Principales yacimientos y restos fósiles
Kada Hadar (Etiopía)
- AL 666-1: Parte del cráneo con dientes con 2,33 Ma de antigüedad. Sería el habilis más antiguo si se confirma, ya que hay dudas en la atribución.[15]

Shungura-Omo (Etiopía)
- OMO 75-14: Mandíbula superior con parte de los dientes y algunas partes del cráneo de hace 2,12 Ma. Su atribución habitual es a Homo rudolfensis aunque se encuentra en duda.[16]
- L894-I: Cráneo parcial, más grácil que OMO 75-14, pero también con dudas de atribución. Datado en 1,88 Ma.[16]

Chemeron (Kenia)
- KNM-BC 1 o temporal de Chemeeron: Parte de un hueso temporal de un cráneo de una antigüedad de 2,4 Ma.[17] Dudas de atribución entre Homo habilis, Homo rudolfensis u Homo sp.[18][19]

Koobi Fora (Kenia)
- KNM-ER 1805: Tres fragmentos de cráneo de un individuo adulto, datados en 1,74 Ma;[20][21]
- KNM-ER 1813: Cráneo bastante completo de 510 cm³ de capacidad y datado en 1,78 Ma. Descubierto por Kamoya Kimeu en 1973.[22][23][6]

(KNM-ER 1470 o Rudy, interpretado inicialmente como Homo habilis, está actualmente asignado a una especie diferente, Homo rudolfensis).
Garganta de Olduvai (Tanzania)
- OH 7: Mandíbula inferior con 13 dientes, un molar inferior, dos parietales y 21 huesos de dedos, mano y muñeca izquierda. Este conjunto de fósiles es el holotipo de la especie. La capacidad craneal ha sido estimada por diferentes investigadores entre 363 y 710 cm³. Los restos pertenecieron a un macho joven, de 12 o 13 años y han sido datados en 1,75 Ma. Fueron descubiertos por Jonathan y Mary Leakey en 1960. Homo habilis se describió sobre la base de estos restos en 1964 por Louis Leakey, Tobias y Napier.[25][26]
- OH 8: La mayor parte de los huesos de un pie de 1,75 Ma. Podría estar, probablemente, relacionado con OH 10 y, con más dudas, con OH 35.[27][28][29][30]
- OH 13 o Cinderella: Fragmentos de mandíbula, maxilar y dientes de una posible hembra, datados en 1,7 Ma. Descubiertos por N. Mbuika en 1963.[31][32][33]
- OH 16 o George: Calota de un habilis de 1,7 Ma.[34][35]
- OH 24 o Twiggy: Un cráneo, que se encontró muy deformado. Tras la restauración se ha estimado una capacidad de algo menos de 600 cm³. Fue localizado por Peter Nzube en 1968.[34][36][37]
- OH 35: Tibia de 1,8 millones de años. OH 35 podría ser parte del mismo individuo que otros fósiles, OH 8 y OH 10, aunque hay más dudas que en la propia relación entre ellos.[27][28][38]
- OH 62 u homínido Dik-dik: Conjunto de restos fósiles que incluye miembros superiores e inferiores, descubiertos por Donald Johanson y Tim White en 1986.[39][40]
- OH 65: Mandíbula superior con la mayor parte de los dientes, encontrada Amy Cushing y Agustino Venance en 1995.[34][41][42][43]

Sterkfontein (Sudáfrica)
- StW 53: Un cráneo, localizado en el "Miembro 5" y datado en 1,8 Ma y cuya atribución a habilis es dudosa. Ha sido clasificado también como Homo habilis sensu lato, holotipo de Homo gautengensis o, simplemente, sin clasificar.[44]

Swartkrans (Sudáfrica)
- SK 847: Un cráneo parcial que incluye parte izquierda de la cara y del temporal, parte de la mandíbula superior. Muestra características propias de H. ergaster y otras de H. habilis, lo que le han llevado a ser catalogado como: Homo habilis sensu lato, Homo sin clasificar, e, incluso en el primer momento, a Austrolapithecus robustus.[45] Este fósil ha permitido, junto a otros, estudiar la evolución del oído (Spoor et al., 1994).[46][47]